# Liste der Kulturdenkmäler in Dirlammen
Die folgende Liste enthält die in der Denkmaltopographie ausgewiesenen Kulturdenkmäler auf dem Gebiet des Ortsteils Dirlammen der Gemeinde Lautertal (Vogelsberg), Vogelsbergkreis, Hessen.
Hinweis: Die Reihenfolge der Denkmäler in dieser Liste orientiert sich an der Anschrift, alternativ ist sie auch nach der Bezeichnung, der vom Landesamt für Denkmalpflege vergebenen Nummer oder der Bauzeit sortierbar.
Kulturdenkmäler werden fortlaufend im Denkmalverzeichnis des Landes Hessen durch das Landesamt für Denkmalpflege Hessen auf Basis des Hessischen Denkmalschutzgesetzes (HDSchG) geführt. Die Schutzwürdigkeit eines Kulturdenkmals hängt nicht von der Eintragung in das Denkmalverzeichnis des Landes Hessen oder der Veröffentlichung in der Denkmaltopographie ab.

Die bisher bekannten Bau- und Kunstdenkmäler hat das Landesamt für Denkmalpflege Hessen in sogenannten Arbeitslisten erfasst. Den Arbeitslisten liegen Erkenntnisse aus Akten, Ortsbegehungen und Denkmalinventaren, jedoch keine neuere systematische Forschung, zugrunde. Die Benehmensherstellung mit der Gemeinde gemäß § 11 Abs. 1 HDSchG ist noch nicht erfolgt.
Das Vorhandensein oder Fehlen eines Objekts in dieser Liste ist keine rechtsverbindliche Auskunft darüber, ob es Kulturdenkmal ist oder nicht: Diese Liste entspricht möglicherweise nicht dem aktuellen Stand der offiziellen Denkmaltopographie. Diese ist für Hessen in den entsprechenden Bänden der Denkmaltopographie Bundesrepublik Deutschland und im Internet unter DenkXweb – Kulturdenkmäler in Hessen einsehbar. Auch diese Quellen sind, obwohl sie durch das Landesamt für Denkmalpflege Hessen aktualisiert werden, nicht immer aktuell, da es im Denkmalbestand immer wieder Änderungen gibt.
Eine verbindliche Auskunft erteilt allein das Landesamt für Denkmalpflege Hessen.
Nutze diese Kartenansicht, um Koordinaten in der Liste zu setzen. In dieser Kartenansicht sind Kulturdenkmale ohne Koordinaten mit einem roten bzw. orangen Marker dargestellt und können in der Karte gesetzt werden. Kulturdenkmale ohne Bild sind mit einem blauen bzw. roten Marker gekennzeichnet, Kulturdenkmale mit Bild mit einem grünen bzw. orangen Marker.
| Bild                          | Bezeichnung              | Lage                                                                                   | Beschreibung   | Bauzeit                       | Objekt-Nr. |
| ----------------------------- | ------------------------ | -------------------------------------------------------------------------------------- | -------------- | ----------------------------- | ---------- |
| Bild gesucht BW               | Gesamtanlage Dirlammen   | Lage                                                                                   |                |                               | 124227 DDB |
| weitere Bilder                | Evangelische Kirche      | An der Kirche 1 LageFlur: 1, Flurstück: 42                                             | Fachwerkkirche | Vor 1690 bis 1705             | 123392 DDB |
| Hofanlage                     | Hofanlage                | An der Kirche 2 LageFlur: 1, Flurstück: 40/1                                           |                | Vor 1700                      | 123982 DDB |
| Ehemalige Schule              | Ehemalige Schule         | An der Kirche 8 LageFlur: 1, Flurstück: 37/2                                           |                | 1906                          | 123983 DDB |
| Hintergasse 1                 | Einhof                   | Hintergasse 1 LageFlur: 1, Flurstück: 208/1                                            |                | Zweite Hälfte 17. Jahrhundert | 123987 DDB |
| Lauterbacher Straße 1         | Hofanlage                | Lauterbacher Straße 1 LageFlur: 1, Flurstück: 45                                       |                | 19. Jahrhundert               | 123988 DDB |
| Lauterbacher Straße 2         | Wohn–/Stallhaus          | Lauterbacher Straße 2 LageFlur: 1, Flurstück: 176/4                                    |                | Nach 1844                     | 124043 DDB |
| Mittelgasse 1                 | Fachwerkwohnhaus         | Mittelgasse 1 LageFlur: 1, Flurstück: 206                                              |                | Um 1900                       | 123986 DDB |
| Mittelgasse 5                 | Fachwerkhaus             | Mittelgasse 5 LageFlur: 1, Flurstück: 204                                              |                |                               | 124388 DDB |
| Backhaus                      | Backhaus                 | Mittelgasse 6 (2012) LageFlur: 1, Flurstück: 187                                       |                | 19. Jahrhundert               | 123985 DDB |
| Vordergasse 5 · Seitenansicht | Fachwerkhaus             | Vordergasse 5 LageFlur: 1, Flurstück: 183                                              |                | 1845                          | 123984 DDB |
| Bild gesucht BW               | Magister- oder Pfarrsteg | Wannbach (Heddelshausen), Heddelshausen, Gründel LageFlur: 4, 6, Flurstück: 4/4, 21, 3 |                |                               | 124331 DDB |